# Malaca (Hispania)

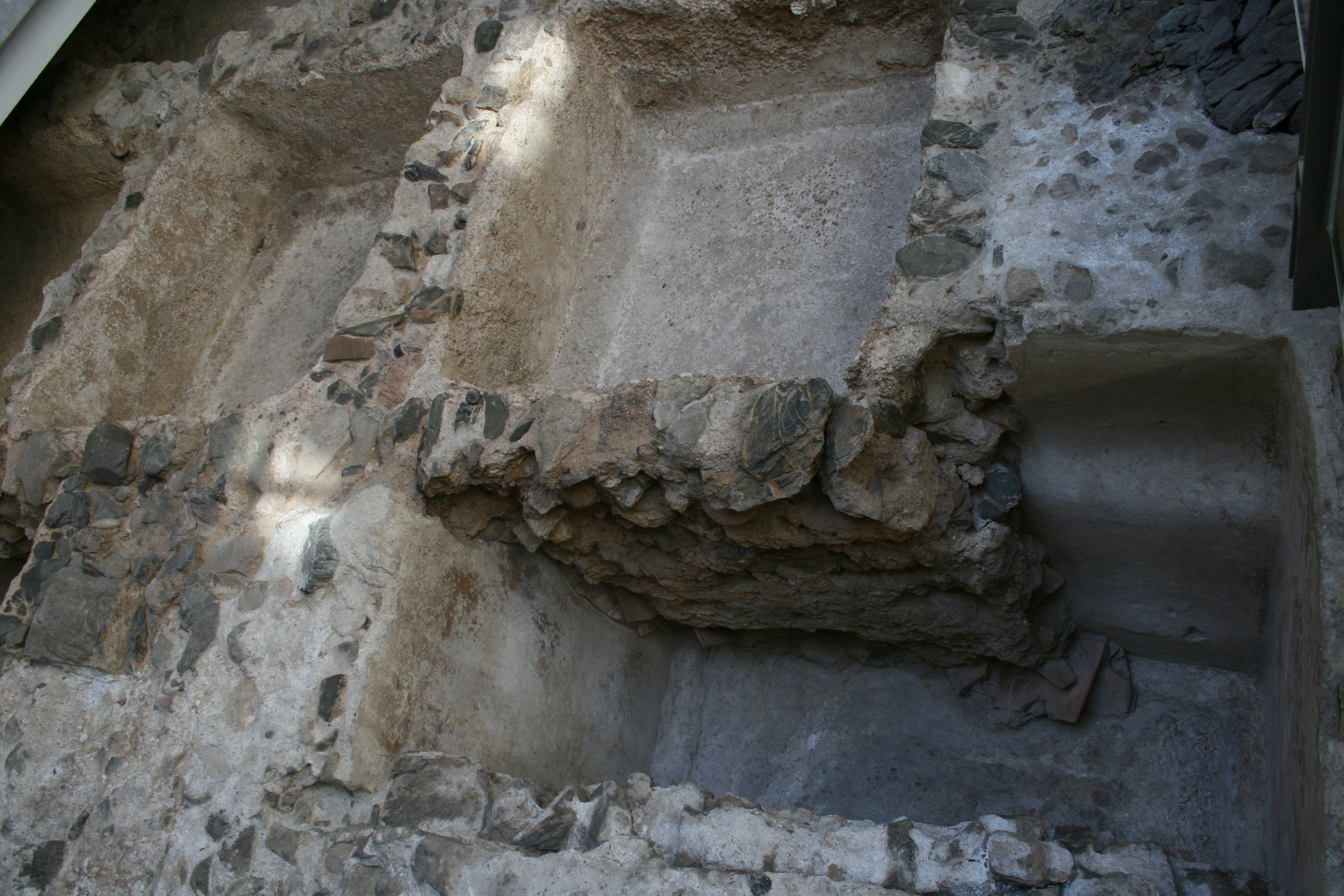
Piletas de salazones de época bajo imperial bajo el Rectorado de la Universidad, donde también han aparecido restos fenicios.

Malaca o Malacca fue una ciudad de la República romana perteneciente a la Hispania Ulterior, fundada sobre la urbe fenicio-púnica de Malaka, en el mismo lugar donde se encuentra en la actualidad Málaga, España.

## Historia
La etapa romana de la historia de Málaga se inicia con el fin de la dinastía Bárcida en la península ibérica en el año 237 a. C. Las primeras noticias escritas sobre la Málaga romana se refieren a hechos ocurridos durante el siglo II a. C., cuando los romanos se disponen a organizar la administración de los nuevos territorios fenicio-púnicos conquistados en Hispania. Las ciudades de ámbito suroriental peninsular de origen y población semita como Malaka, no presentaban una resistencia tan agresiva contra los invasores romanos como los pueblos íberos, por lo que la ciudad fue compensada con un foedus. El státus de civitas foederata le otorgaba cierta autonomía respecto al gobierno provincial establecido por la República Romana y le permitía quedar exenta del pago del tributo anual.
Malaca, con una consolidada tradición económica legada de sus etapas prerromanas, prosiguió su evolución favorecida por el status jurídico que disfrutaba. La urbe continúa en la elaboración y comercialización de sus industrias conserveras y de salazones. El proceso de producción requería gran mano de obra que recaía, como cita Éforo, en los libiofenicios. Una vez obtenido el producto industrial se exportaba preferencialmente, como queda testimoniado por Estrabón o Plinio, a Roma, a Siga y al Magreb. 
Se tiene constancia de que debido a su reconocida prosperidad la ciudad padeció numerosas razzias desde Mauritania y fue saqueada a la muerte de Cinna, por Marco Licinio Craso, con ayuda de 2.500 hombres.
En el año 27 a. C. con el advenimiento del Imperio, Augusto dividió la Hispania Ulterior y Malaca pasó a formar parte de la Bética. Algunos autores sitúan la ciudad dentro del conventus iuridici Gaditanus y otros dentro del conventus iuridici Cordubensis.
En un proceso continuo de consolidación y romanización de la villa, los nuevos colonos realizaron obras importantes. La dinastía Flavia amplía el puerto de Málaga y con Augusto se construye el Teatro Romano. Es el emperador Tito, de la familia Flavia, quien concederá a Málaga los privilegios de municipio. La ciudad alcanza un notable desarrollo; convertida en ciudad confederada, se regía por un código especial, la Lex Flavia Malacitana y fue punto de tránsito dentro de la Vía Hercúlea, dinamizadora de la ciudad tanto económica como culturalmente, al comunicarla con otros enclaves desarrollados de Hispania y con los demás puertos del Mediterráneo.

## Aspectos socioeconómicos
En lo referente a características sociales como la vida espiritual, la ciudad congregaba diferentes ritos o rituales como consecuencia del variado origen étnico de sus pobladores. Se sabe que existió un templo dedicado a la Dea Luna (Diosa Luna o Diosa Astarté) propio de las creencias fenicias, así como semitas y sirios, y poco a poco el paganismo del primer periodo romano, iría dando paso en el transcurso de las centurias al cristianismo. En el año 325, año del Concilio de Nicea, Malaca aparece como uno de los pocos enclaves romanos dentro de Hispania en los que había enraizado fuertemente el credo cristiano. Anteriormente, se habían producido frecuentes levantamientos de carácter antirromano, catalizados por la oposición al paganismo de los hispanorromanos asimilados al cristianismo.
En cuanto a lo económico, la riqueza del territorio obedecía fundamentalmente a la agricultura de las zonas interiores y a la abundancia pesquera de las aguas que bañan el litoral, que se manufacturaban, comercializaban y exportaban desde el puerto de Malaca. Entre los productos malacitanos que alcanzaron fama debe destacarse el garum malacitano que llegó a tener gran fama en la capital del Imperio.

## Evolución urbanística

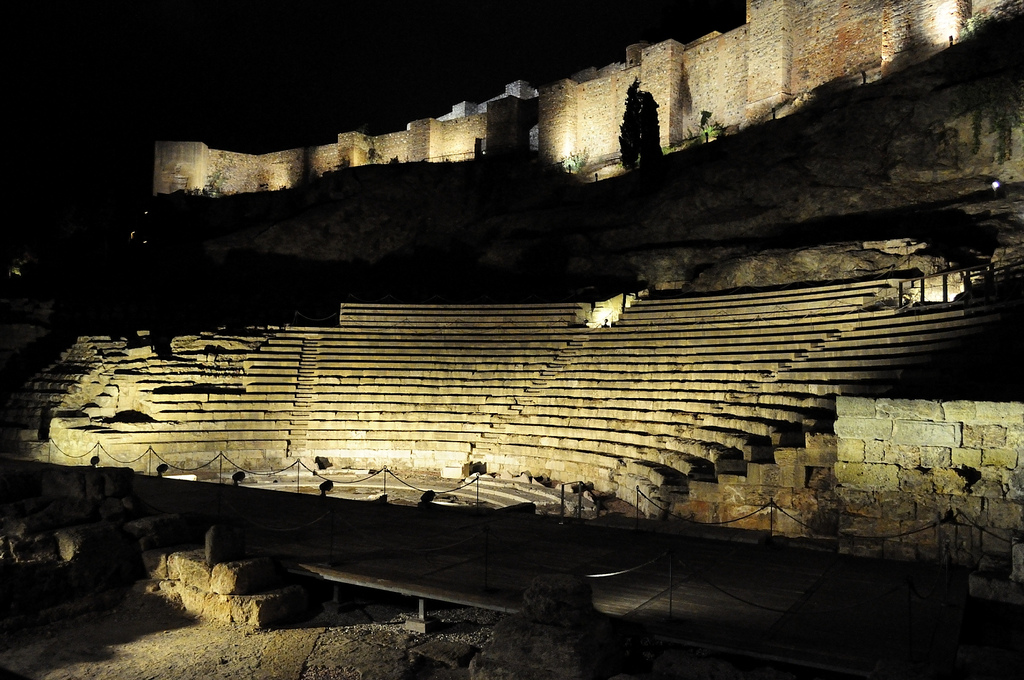
Teatro romano de Malaca.

De la Malaca romana se tiene constancia que su extensión fue considerablemente mayor a la de la anterior ciudad fenicia, pues se conoce la existencia de una industria alfarera en el entorno de la colina de El Ejido y calle Ollerías en el siglo I. Los restos más visibles son los del teatro romano, situado junto a la alcazaba, y se tienen evidencias arqueológicas de algunos retazos del sistema viario y de unas grandes termas públicas en el subsuelo de la Plaza de la Aduana en dirección hacia la Calle Císter. Fuera de esta zona la estructura y fisonomía de la ciudad romana es muy poco conocida. Se ha constatado la existencia de varios sectores funerarios en el extrarradio de la antigua ciudad, algunos de ellos situados en torno a vías de comunicación, como establecían los parámetros urbanísticos del Imperio que la ciudad adoptó varias generaciones después de la llegada de los latinos.

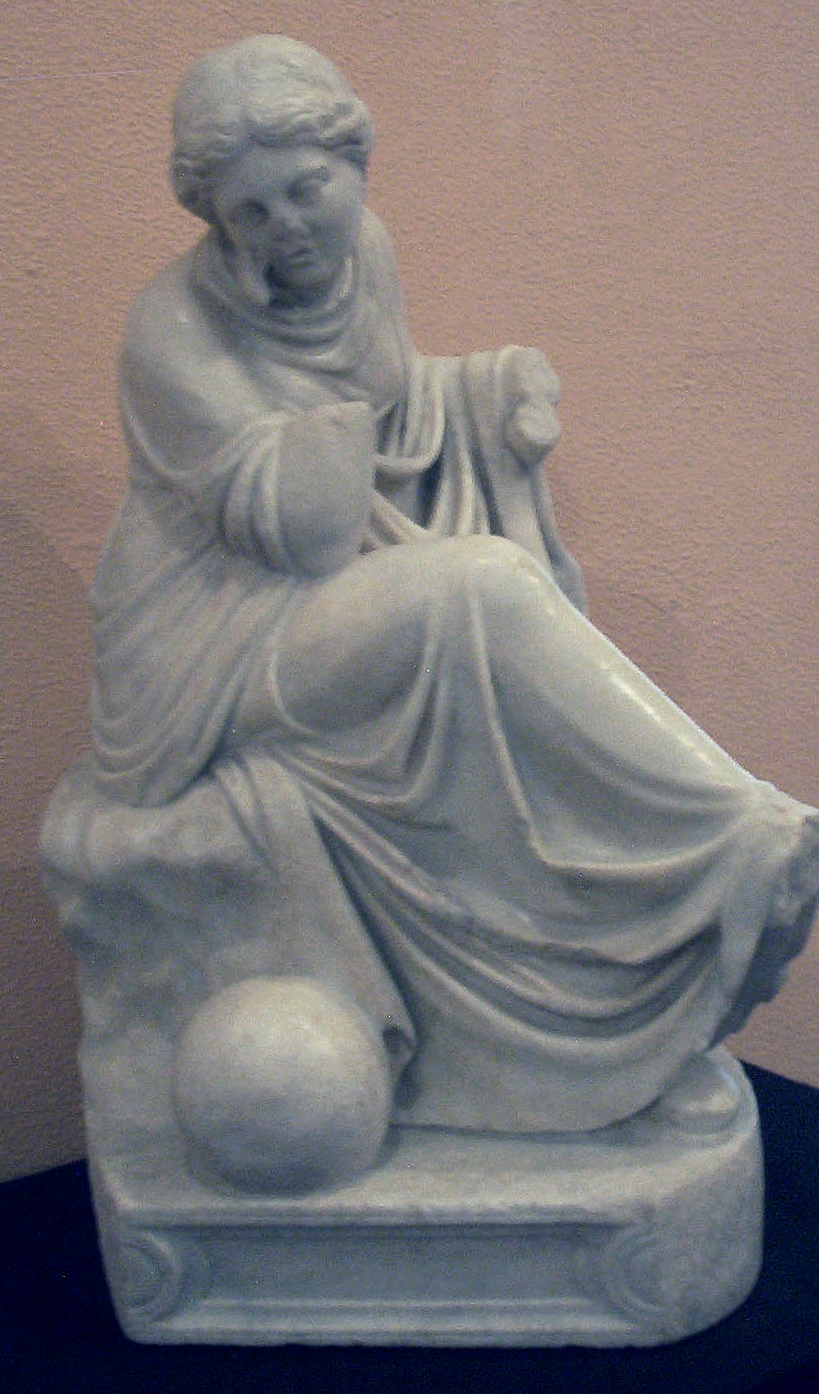
Estatua romana de Urania, encontrada en la finca de La Tosca, en Churriana.

La antigua colonia fenicia irá adquiriendo una posición excéntrica respecto a la ciudad romana a medida que esta se expande hacia el norte y el oeste. El foro de la ciudad romana no se ha identificado aún. Se baraja la posibilidad de que se encuentre bajo el palacio de la Aduana o calle Alcazabilla o, más improbablemente, en la zona de la plaza de la Merced o de la plaza de la Constitución. Por el contrario, sí se han identificado algunas áreas donde prevalecían las funciones domésticas. En la ladera sur de Gibralfaro se han encontrado los restos de una villa en los actuales jardines de Puerta Oscura y al norte de la plaza de la Constitución han aparecido diferentes muestras de antiguas viviendas, sobre todo alrededor de las calles de Santa Lucía y San Telmo. El crecimiento hacia el norte y el oeste del núcleo original fenicio también queda constatado por la evolución de los emplazamientos funerarios. Así, se observa el desplazamiento de la necrópolis de calle Beatas hacia el suroeste de la misma para el siglo II, extendiéndose hacia la zona del Teatro Cervantes y calle Frailes en la época bajoimperial.
Bajo la dominación romana Malaca continúa con la elaboración de conservas y salazones iniciada por los fenicios, cuyos restos se esparcen por todo el hinterland de la ciudad. En los alrededores de calle Beatas hubo una factoría de salazones de ocho piletas datada a finales del siglo II. La actividad productiva de esta zona se complementaba con los hornos de cerámica encontrados en calle Carretería y el basurero asociado en calle Álamos, y se expandió más al norte y al oeste, hacia calle San Juan de Letrán y calle Compañía.
Respecto al sistema defensivo, se tiene constancia del trazado de la muralla tardo romana, de la que han sobrevivido restos bajo los números 17 y 19 de Cortina del Muelle, a lo largo de calle Molina Lario y plaza del Obispo y calle Strachan, así como tres puntos en el sector oeste del casco antiguo. Pero la ciudad romana no se restringió a la zona fortificada. Se extendió extramuros según indican algunas muestras detectadas en calle Pozos Dulces, muy cerca ya del cauce del Guadalmedina.

## Comunicaciones
Se conoce la existencia de varias vías, que facilitarían la distribución de productos desde y hacia el puerto. Una de estas vías era la vía de Malaca a Castulo, que discurría por la costa oriental, pasando por Maenoba, Caviclum, Sexi y Murgi, donde se desviaba hacía el interior hacia Acci y Castulo, para conectar con la Vía Augusta. Por la costa occidental, la vía de Malaca a Gades pasaba por Suel, Cilniana, Carteia y otras ciudades.
De Malaca a Corduba se podía viajar siguiendo el valle del Guadalhorce, atravesando Cartima, Iluro, Nescania, Antikaria, Singilia Barba, etc hasta Corduba, o bien, se podía llegar a través de Aratispi hasta Antikaria. Las vías para llegar a Hispalis e Iliberris coincidían con la anterior hasta Antikaria.